# Pietro Paolo Borrono
Pietro Paolo Borrono (da Milano) (auch: Petro Paulo Borrono (da Milano) und Petter Paul Borrono von Mailand; auch Boroni und Borono geschrieben), latinisiert Petrus Paulus Mediolanensis (* um 1490 in Mailand; † nach 1563 ebenda), war ein italienischer Komponist und Lautenist der Renaissance.
Es ist wenig über seinen Werdegang überliefert. Im Jahr 1531 trat er jedoch, als offizieller Lautenspieler, in den Dienst des französischen Königs François I.
Im Jahre 1536 veröffentlichte Borrono in Mailand, vermutlich unter der Anstellung von Ferrante I. Gonzaga, einige seiner Kompositionen (vor allem Pavanen wie La Gombertina und Saltarelli) für Laute in der Sammlung Intabolatura de leuto de diversi autori, 1546 in Libro secondo di una collanna di Intabolatura di lauto, sowie 1548 in einer weiteren Sammlung, zusammen mit Kompositionen seines berühmten Zeitgenossen und Lehrers Francesco da Milano. Zu seinen in italienischer Tabulatur verfassten Werken für Laute gehören auch Tabulaturen von Vokalstücken, Fantasien im Imitationsstil sowie historisch bedeutsame Tanz-Suiten.

## Werk (Auswahl)
- 1536 In: Antonio Casteliono (Hrsg.): Intabolatura de leuto de diversi autori. Casteliono, Mailand.
- 1546 Intabulatura di lauto del divino Francesco da Milano, et dell’eccellente Pietro Paulo Borrono da Milano. Venedig
- 1546 Libro secondo di una collanna di Intabolatura di lauto, Antonio Casteliono, Mailand
- 1548 Intavolatura di lauto dell'eccellente. (Giovanni) Antonio Casteliono, Mailand
- 1563/1565 La intabolatura de lauto dell'eccellente. Venedig